# Autocampionatore

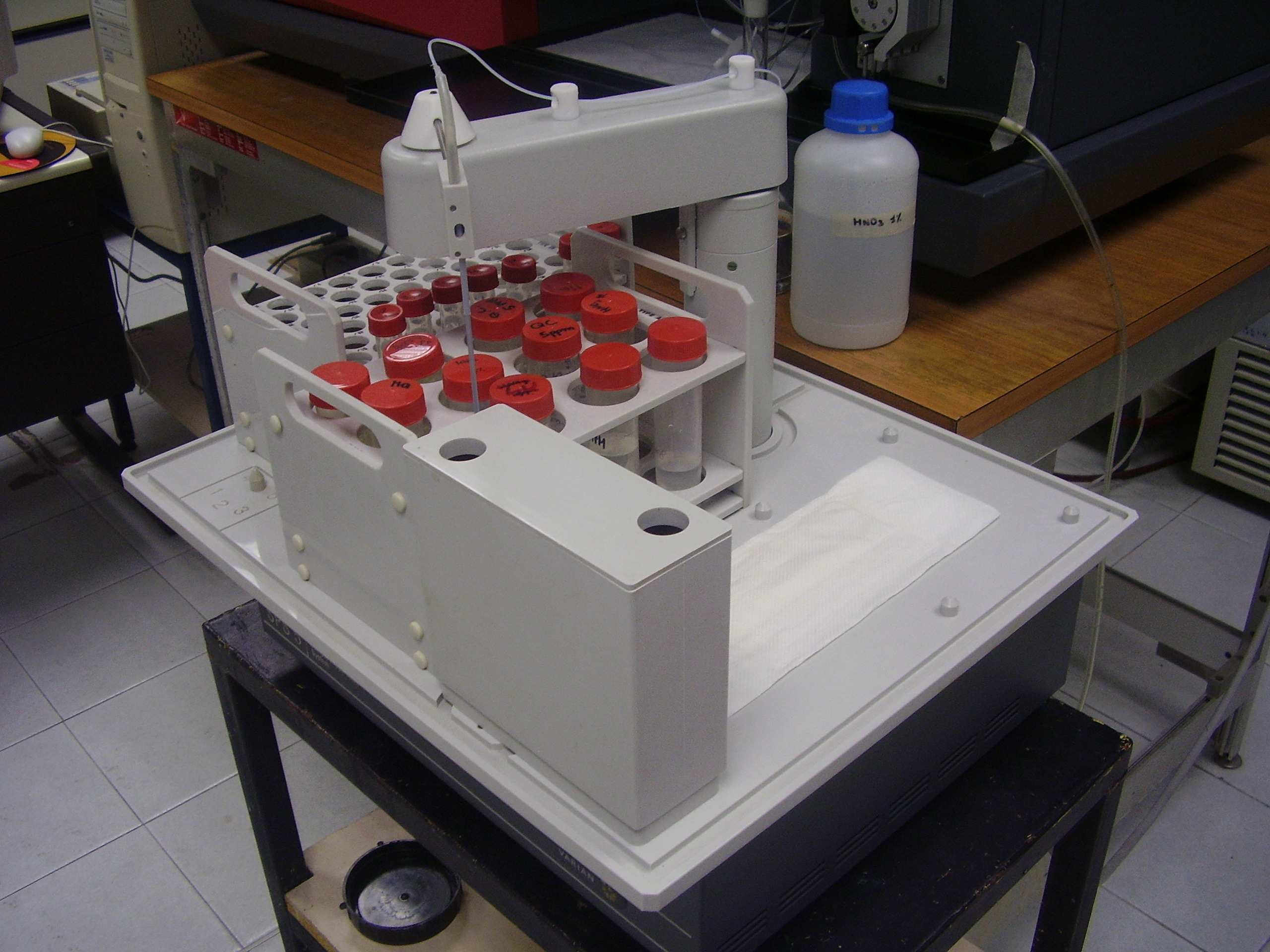
Un autocampionatore di un ICP-OES

Un autocampionatore è un dispositivo in grado di automatizzare i processi di campionamento nelle analisi di laboratorio.
L'utilizzo di un autocampionatore in luogo di un inserimento manuale del campione all'interno dello strumento di analisi permette una maggiore semplicità, un'ottimizzazione dei tempi e una migliore riproducibilità.
Spesso mediante software appositi l'autocampionatore è in grado di effettuare anche delle diluizioni del campione prima di introdurlo nello strumento.
Tra le tecniche analitiche che utilizzano l'autocampionatore ci sono le tecniche cromatografiche (HPLC, gascromatografia ecc.), spettroscopiche (spettroscopia di assorbimento e di emissione atomica, ICP-MS ecc.) e biologiche.